# T-100
Il T-100 (altresì detto Sotka, "cento" in russo) è stato un carro armato pesante multitorretta, sviluppato in Unione Sovietica alla fine degli anni trenta in risposta alla necessità di rimpiazzare l'obsolescente modello T-35. Armato con un pezzo principale da 76,2 mm e sostenuto da un sistema di sospensioni a barre di torsione, il prototipo fu testato con un certo successo nel 1939 e furono costruiti altri cinque esemplari. Uno fu testato sul campo durante la guerra d'inverno contro la Finlandia e, nonostante la spessa corazzatura frontale, si dimostrò vulnerabile alle mine e impacciato.
Il progetto del T-100 fu messo da parte poco dopo in favore del più promettente carro pesante KV-1.

## Storia

### Sviluppo
La guerra civile spagnola aveva dimostrato la pericolosità dei cannoni anticarro trainati oppure dei pezzi d'artiglieria installati su mezzi blindati. Dai rapporti sulle battaglie sostenute dai T-26 e dai BT forniti ai repubblicani, emerse infatti che le loro corazzature erano decisamente insufficienti per proteggerli. Questa constatazione era tanto più preoccupante perché evidenziava che il carro pesante allora in servizio nell'Armata Rossa, il T-35, non sarebbe stato difficile da fermare e distruggere visto il non eccezionale spessore della blindatura frontale: 30 mm al massimo, poi portati con piastre aggiuntive a 52 mm.
A partire dal novembre 1937 il Direttorato delle Forze Armate fece dunque pressioni per lo sviluppo di un nuovo veicolo pesante da sfondamento, dotato di ben cinque torrette, capace di resistere ai proiettili da 37 mm a qualsiasi distanza e a quelli da 76,2 mm a partire da 1 200 metri. Si volle inoltre che il carro venisse dotato di un motore Diesel, in quanto gli apparati alimentati a benzina erano ritenuti troppo facilmente incendiabili quando colpiti. Il dipartimento OKMO della Fabbrica numero 185 presso Leningrado, occupantesi di macchine pesanti, rispose alle richieste dei militari e riunì una squadra tecnica sotto il controllo di N. Barykov. Dopo aver visionato le specifiche, egli obiettò che il concetto di carro multitorretta era ormai obsoleto e poco ergonomico in battaglia; ciononostante s'insistette con questa formula e alla fine fu deciso per uno schema tritorretta. Appianate le divergenze, nel 1938 iniziò il processo di sviluppo, che si scisse in due progetti sensibilmente vicini: quello del T-100 e il secondo, denominato SMK. Presentati il 4 maggio dello stesso anno a una riunione speciale del Consiglio dei commissari del popolo dell'Unione Sovietica (erano presenti anche membri del Politburo), entrambi i veicoli furono apprezzati ma l'impostazione a tre torri subì ancora critiche e si decise di installarne solo due. I progetti furono completati nell'agosto 1938 e furono approvati dal Comitato Centrale del Partito Comunista. Il prototipo fu consegnato dopo un anno circa, nel maggio 1939.

### Produzione e impiego operativo
Nell'estate 1939 il prototipo del T-100 condusse un primo ciclo di test al terreno di prova di Kubinka, fuori Mosca, assieme ai due modelli guida dell'SMK e del KV-1, quest'ultimo nato con la medesima esigenza di rinnovare il T-35 ma equipaggiato con una sola grande torre. A seguito dei collaudi fu deciso di procedere alla costruzione di una preserie di cinque esemplari.
Sempre a fianco degli altri mezzi, un singolo T-100 fu inserito nel 91º Battaglione carri, parte della più ampia 20ª Brigata carri pesante. L'unità fu schierata in prima linea quando scoppiò la guerra d'inverno, iniziata dall'Unione Sovietica il 30 novembre 1939 contro la Finlandia. Il battesimo del fuoco per tutti e tre i carri armati avvenne il 19 dicembre vicino a Summa, sulla linea Mannerheim: supportati da cinque carri medi T-28 e reparti di fanteria, i veicoli avanzarono ma dovettero fermarsi dopo poco perché una mina anticarro aveva fatto saltare un cingolo dell'SMK, immobilizzandolo. Mentre la battaglia contro i finlandesi proseguiva si cercò di spostarlo, operazione resa più difficile dal fatto che l'equipaggio non riuscì a riaccendere il motore. Fu allora legato un cavo al T-100, che agganciò l'altro carro cercando di rimorchiarlo fuori dall'area, ma ogni sforzo fu vano sia per il combattimento in corso, sia per le rigide condizioni climatiche. Poiché le munizioni di fanteria e corazzati, accorsi a fornire copertura, scarseggiavano, l'SMK fu lasciato davanti alle fortificazioni finniche fino a quando nel febbraio 1940 non avvenne lo sfondamento decisivo della linea.
In questo particolare teatro bellico il T-100, anche se ben protetto, rivelò una mediocre mobilità, difetto che non fu controbilanciato dal pur ingente volume di fuoco che era capace di generare. I comandi perciò rifiutarono il carro e abbandonarono l'idea dei mezzi multitorretta; la loro decisione fu influenzata anche dalle valutazioni positive raccolte dal prototipo del KV-1, un carro più affidabile con impostazione tradizionale.

## Caratteristiche
Lo scafo del T-100 era lungo quasi 7,50 metri, al fine di installare senza problemi le due torrette. Quella centrale era equipaggiata con un cannone L-11 da 76,2 mm (120 proiettili disponibili) ed era brandeggiabile per 360°; la seconda, più bassa rispetto alla principale, era montata anteriormente a questa, presentava un campo di tiro limitato a circa 180° ed era armata con un più piccolo cannone M1937 da 45 mm, servito da una scorta di 393 proiettili. La difesa sulla corta distanza era garantita da due mitragliatrici Degtjarëv da 7,62 mm, che potevano contare su un copioso munizionamento di 4 284 cartucce. La corazzatura era stata più che raddoppiata rispetto al T-35, con uno spessore massimo di 70 mm, ma vi sono divergenze, poiché una fonte afferma che il valore più alto era 60 mm e il minimo pari a 30 mm.
Il treno di rotolamento contava otto doppie ruote portanti con sospensioni a barre di torsione, ruota motrice posteriore a doppia corona dentata e di rinvio doppia anteriore. La trasmissione era collegata a un motore Diesel GAM-34BT con 12 cilindri a V, erogante 850 hp: forniva una velocità su strada di 35 km/h e garantiva 200 chilometri d'autonomia. Secondo un'altra fonte l'apparato scelto era un M-17M a 12 cilindri alimentato a benzina e con una potenza di 400 hp a 2 000 giri al minuto. L'equipaggio contava 6 o 7 elementi tra comandante, pilota, cannonieri e mitraglieri.

## Varianti
Sebbene mai prodotto in quantità, il T-100 fu preso in considerazione per concepire nuovi veicoli: infatti la squadra tecnica della OKMO progettò il semovente d'artiglieria SU-100Y, che al posto delle due torrette presentava una squadrata casamatta corazzata, sede di un cannone navale 130/50 B-13 da 130 mm. Questo mezzo non ebbe parimenti successo e rimase allo stadio sperimentale, ma fu adoperato per difendere Mosca nell'inverno 1941. Non è però del tutto chiaro quale fosse la reale denominazione di questo semovente, visto che una fonte riporta fosse Objekt 103 (probabilmente riferendosi alla designazione progettuale) e una seconda parla di un T-100U.
Ancora, nel 1940, fu appositamente costruita una torre che potesse ospitare un obice da 152 mm, ma anche questa iniziativa risultò sterile.